# スヴェン1世 (デンマーク王)
スヴェン1世ハラルドソン（丁: Svend "Tveskæg"、諾: Svein "Tjugeskjegg"、英: Sweyn "Forkbeard"、960年 - 1014年2月3日）は、“双叉髭王”（そうさひげおう）、“八字髭”（はちのじひげ）のあだ名をもつデーン人の王。デンマーク国王（在位：985年 - 1014年）、ノルウェー国王（在位：985年 - 995年、1000年 - 1014年）、イングランド国王（在位：1013年 - 1014年）を兼ねた。

## 生涯
『ヘイムスクリングラ』によると、妻は、1人目はヴェンドの王ブリスラヴの娘グンヒル。彼女の死後、スウェーデン王オーロフの母で、スコグルのトースティの娘のシグリーズ（Sigrid Storråda）を2人目の妻に迎えた。
なお、『クニートリンガ・サガ』によればグンヒルとの間に生まれたのが後のクヌーズ2世（クヌート1世）である。また『ヘイムスクリングラ』によれば、娘のギュザ（no）はノルウェーのエイリーク・ハーコナルソンの妻になった。また、妹のスュリ（タイア、チューリとも）はブリスラヴ王の妻となった後、異教徒であった王を嫌って逃れ、オーラヴ・トリグヴァソンの3番目の妻になった。ほかに娘にエストリズがおり、デーンの伯ウルフと結婚し、二人の間の息子はのちにスヴェン2世としてデンマーク王となりエストリズセン家を開いた。
スヴェン1世は父ハーラル1世“青歯王”の後を継ぎ、デンマークおよびノルウェーの王となった。しかしすぐにスウェーデンのエリク6世“勝利王”に敗れ、デンマークから追放された。エリク6世の死後スヴェン1世はデンマークへ戻った。
デンマークは980年代からイングランドを襲い、退去料としてデーンゲルドを徴収した。さらに994年にはノルウェーのオーラヴ・トリグヴァソンと共にロンドンやケントを襲撃した。しかし999年または1000年、スヴェンはスウェーデンのオーロフ、ノルウェーやヴェンドの軍と共に、スヴォルドの海戦においてオーラヴ王を倒している。1002年に、エゼルレッド2世“無思慮王”がイングランド在住のデーン人を虐殺したため、翌年スヴェンは北欧各国より兵を集めてイングランドを攻撃し始める。1013年にはエゼルレッド無思慮王を破ってイングランド王位についた。
1014年、スヴェン1世は急死。デンマーク王位は息子ハーラル2世が、ノルウェー王位はオーラヴ2世“聖王”が継いだ。イングランドはエゼルレッド2世が復位したが、クヌート1世がそれを破って王位を継いだ。クヌート1世はのちにデンマーク王位とノルウェー王位も手に入れ、巨大な北海帝国を築き上げることになる。

## 子女
- ギュザ（ギューザ）（980年頃 - ?） - エイリーク・ハーコナルソンと結婚
- ハーラル2世（989年頃 - 1018年） - デンマーク王（1014年 - 1018年）
- クヌーズ2世（995年 - 1035年） - イングランド王（1016年 - 1035年）、デンマーク王（1018年 - 1035年）、ノルウェー王（1028/30年 - 1035年）
- エストリズ（990/7年 - 1057/73年） - デーンの伯ウルフと結婚、息子スヴェン2世はエストリズセン朝を開いた。